# František Kupka

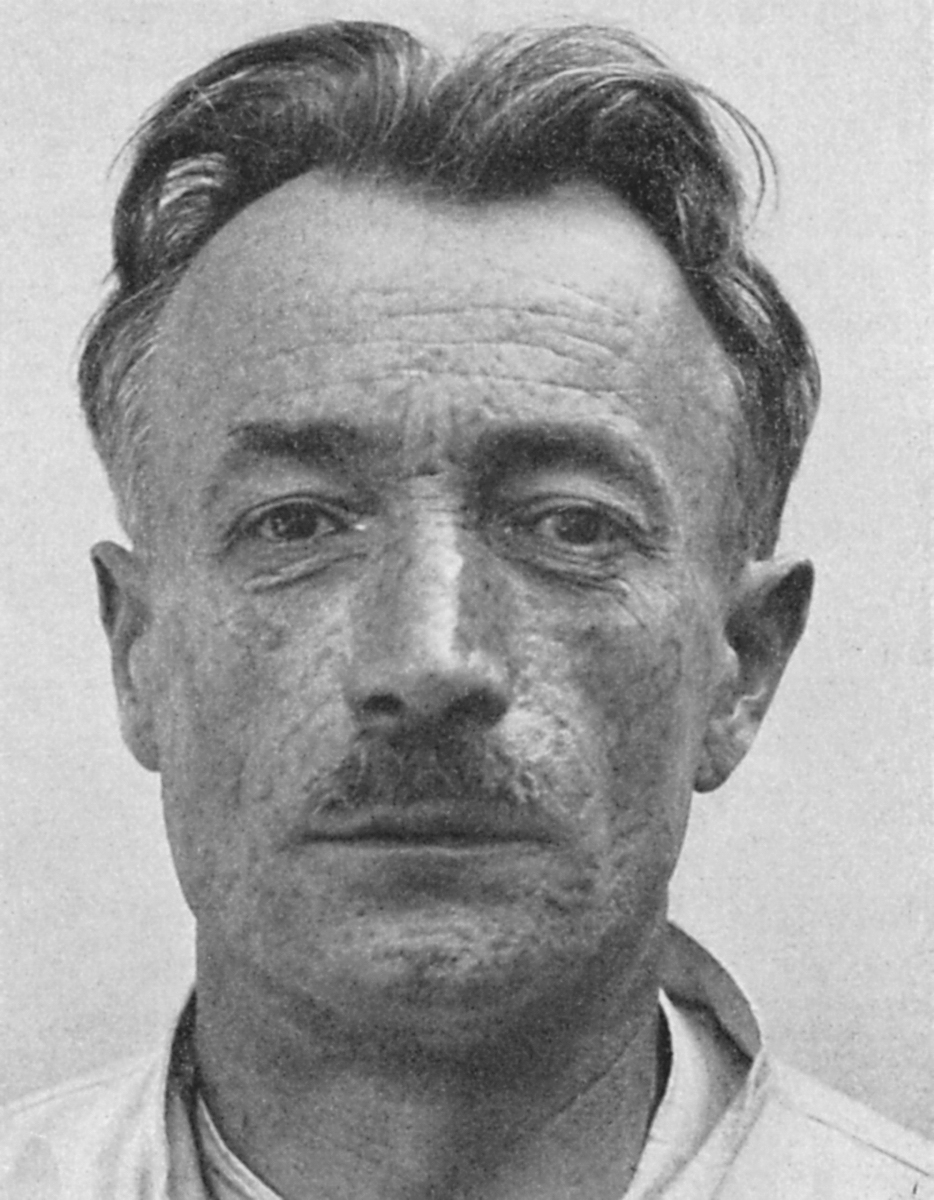
Portret van Kupka, ca. 1928

František Kupka, ook François Kupka genoemd (Opočno, 23 september 1871 – Puteaux, 24 juni 1957), was een Tsjechische abstracte schilder.

## Leven en werk
Kupka werd als oudste in een groot gezin geboren in het Tsjechische Opočno, in oostelijk Bohemen. Zijn vader was secretaris op het gemeentehuis van Dobruška en zijn eerste mecenas was de burgemeester Archleb, die hem naar de technische school en later naar de academie van Praag leidde. Daar leerde hij, tussen 1878 en 1891, de toenmalige Europese schilderkunst kennen. Als leerling kwam hij terecht aan de academie van Wenen. Uit die tijd dateren zijn eerst bekende symbolistische portretten.
In 1894 verbleef hij kort te Londen en in de Scandinavische landen en in 1895 kwam hij in Parijs, om er te blijven. Een jaar later vestigde hij zich in het nabijgelegen Puteaux. Dit betekende zijn grote artistieke doorbraak. Hij kwam er terecht in de Section d'or-groep van Jacques Villon. Aanvankelijk dook hij het Impressionisme in, om al gauw in het Fauvisme te experimenteren.
Nog voor Marcel Duchamp werkte hij licht en beweging van het Italiaanse Futurisme uit, om uit te monden in zijn ophefmakend Touches de piano - le lac, van 1909. Hij sneed daarbij zijn doek in parallelle stroken, en ontwikkelde aldus zijn plans par couleur en luidde daarmee de Abstracte Kunst in.
Met zijn Madame Kupka parmi les verticales, Amorpha, fugue à deux couleurs en Plans verticaux I wekte hij sensatie op het Salon d'automne van 1912. Cirkelmotieven verwerkt met elliptische vormen in vaak heel warme kleuren wisselen af met verticale motieven binnen een strakke geometrie met dikwijls koude kleuren. Hij bewerkte zijn doeken meerdere malen en voorzag ze pas aan het eind van zijn leven van data.
Tijdens de Eerste Wereldoorlog liet Kupka zich met de Tsjechische beeldhouwer Otto Gutfreund inlijven bij het Tsjechisch Legioen van het Franse leger.
In 1931 trad hij toe tot de modernistische beweging Abstraction-Création. Zo kwam hij in contact met de kunstenaars van de "geometrische abstractie". In zijn kunst kwam hij tot een uiterst nauwgezette stilering, vaak geïnspireerd door jazzmuziek en de syncope ritmen erin. Jazz-Hot nr.I uit 1935 en Musique uit 1936 zijn bekende stukken.
Kupka ontpopte zich als een van de meest eminente beoefenaars van de abstracte kunst, naast Wassily Kandinsky, Kazimir Malevitsj, Piet Mondriaan, Robert Delaunay en Sonia Delaunay-Terk.
Hij overleed op 85-jarige leeftijd als bekend schilder uit het abstracte Orphisme. In 1968 schonk de weduwe van Kupka meer dan honderd tekeningen en doeken aan het Centre Georges Pompidou in Parijs. Een andere grote collectie werk van Kupka bevindt zich in het Praagse Museum Kampa.
- Bibsys: 90728919
- Biblioteca Nacional de España: XX944723
- Bibliothèque nationale de France: cb12140043q (data)
- Catàleg d'autoritats de noms i títols de Catalunya: 981058518874906706
- CiNii: DA04116481
- Gemeinsame Normdatei: 118568191
- International Standard Name Identifier: 0000 0001 0774 4692
- Library of Congress Control Number: n50058441
- Nationale Bibliotheek van Letland: 000152287
- MusicBrainz: 1b895ec6-a8fd-40fa-a65a-4e4088ea6259
- Bibliotheek van het Japanse parlement: 00469926
- Nationale Bibliotheek van Tsjechië: jk01070953
- Nationale bibliotheek van Australië: 35285660
- Nationale Bibliotheek van Israël: 987007264108005171
- Nationale Bibliotheek van Polen: a0000001816354
- Nationale en Universitaire bibliotheek Zagreb: 000330531
- Nederlandse Thesaurus van Auteursnamen: 069904057
- Réseau des bibliothèques de Suisse occidentale: 02-A000100581
- RKD-Nederlands Instituut voor Kunstgeschiedenis: 46920
- LIBRIS: 334297
- SNAC: w6gm87sm
- Système universitaire de documentation: 029863449
- Museum of New Zealand Te Papa Tongarewa: 5951
- Trove: 897753
- Union List of Artist Names: 500006023
- Virtual International Authority File: 82932466
- WorldCat: E39PBJwxPKy89PXvr6CKTKP84q